# 3664 Anneres
3664 Anneres è un asteroide della fascia principale. Scoperto nel 1960, presenta un'orbita caratterizzata da un semiasse maggiore pari a 2,7947455 UA e da un'eccentricità di 0,1326527, inclinata di 3,59496° rispetto all'eclittica.
L'asteroide è dedicato ad Anna Theresia ("Anneres") Schmadel, moglie dell'astronomo tedesco Lutz D. Schmadel.